# Friedl Weiss
Friedl Weiss (* 28. November 1946) ist ein österreichischer Jurist und emeritierter Universitätsprofessor für Europarecht.

## Leben
Er erwarb 1970 an der Universität Wien den Dr. iur., an der Université Libre de Bruxelles (1971–1972) das Licence speciale en Droit Européen und am Downing College den LL.M. (Cantab.) (1972–1974). Seine akademische Laufbahn begann Weiss als Lecturer an der University of Birmingham (1974–1978) und setzte sie an der London School of Economics (1978–1992) fort. Von 1992 bis 2006 war er Professor für Internationales Wirtschaftsrecht und Internationale Organisationen an der Universität von Amsterdam. Ab 2006 lehrte er als Professor für Europarecht am Institut für Europarecht, Internationales Recht und Rechtsvergleichung der Universität Wien.
Seine Forschungsschwerpunkte europäisches und internationales (Wirtschafts-)Recht, internationale Organisationen, einschließlich jener der internationalen wirtschaftspolitischen Steuerung und des Rechts der Europäischen Union und WTO-Recht und GATT.
Neben seiner Lehrtätigkeit war Weiss in verschiedenen internationalen Organisationen aktiv. Er arbeitete als Rechtsberater für das EFTA-Sekretariat (1984–1986) und als Consultant für die Rechtsabteilung des GATT-Sekretariats in Genf (1990–1991). Zudem war er Mitglied des WTO-Panels und engagierte sich in Projekten zur internationalen Rechtsentwicklung, unter anderem in Äthiopien.
Weiss war auch als Gastprofessor an zahlreichen Universitäten weltweit tätig, darunter die Universitäten Bocconi in Mailand, Minnesota, Tulane, Paris II (Panthéon-Assas), Leuven, Wuhan und das Hochschulinstitut für internationale Studien und Entwicklung in Genf. Von 2001 bis 2003 war Weiss Direktor der Juristischen Fakultät der Universität Amsterdam.
Weiss ist Mitglied mehrerer wissenschaftlicher Gesellschaften, darunter der Österreichischen Gesellschaft für Europarecht (ÖGER), der European Society of International Law (ESIL) und der International Law Association (ILA). Er war zudem in verschiedenen Editorial Boards tätig, etwa für das „Netherlands Yearbook of International Law“ und die „Austrian Review of International and European Law“.

## Auszeichnungen
- 1971–1972: Fellow, bilateral Austrian-Belgian Cultural Exchange Agreement
- 2012: Österreichisches Ehrenkreuz für Wissenschaft und Kunst
- 2011: Jean-Monnet-Preis „Lifelong Learning“

## Schriften (Auswahl)
- Public Procurement in European Community Law. London 1993,  ISBN 0-485-70002-6.
- mit Waldemar Hummer: Vom GATT '47 zur WTO '94. Dokumente zur alten und zur neuen Welthandelsordnung. Baden-Baden 1997, ISBN 3-7890-4817-8.
- mit Paul de Waart und Eric Denters: International Economic Law with a Human Face. Kluwer Law International 1998,  ISBN 978-90-41-11001-5.
- mit Frank Wooldridge: Free movement of persons within the European Community. Den Haag 2007, ISBN 978-90-411-2545-3.
- mit Clemens Kaupa: European Union internal market law. Cambridge 2014, ISBN 978-1-107-63600-2.
- mit Gerhard Hafner und Andreas J. Kumin (Hg.): Recht der Europäischen Union. Wien 2019, ISBN 3-214-12142-1.